# Flagge Virginias

Flagge von Virginia

Die Flagge des US-Bundesstaats Virginia wurde am 9. März 1904 eingeführt.

## Beschreibung
Die Flagge zeigt das Siegel Virginias auf blauem Feld. Blau ist die Farbe der Union. 
Das weiß umrandete Siegel zeigt in der Mitte die Personifikation Virginias, die durch ikonografische Bezugnahmen auf Pallas Athene und die Liberté der Französischen Revolution drei in ihrer Gestalt verkörperte Tugenden, Prudentia (Klugheit), Fortitudo (Tapferkeit) und Libertas (Freiheit),  vereint, die sie zur Siegerin über den Tyrannen machen, der wehrlos am Boden liegend dargestellt ist. Dabei stellt sie einen Fuß auf den Besiegten und stützt sich auf ihren Speer. In der linken Hand trägt sie ein mit der Spitze nach oben gerichtetes Schwert, ein ikonographisches Detail, das aus der Darstellungstradition von Herrschern und Länderpersonifikationen stammt und auf Souveränität verweist.
Der Tyrann – gemeint ist in der Situation des Kampfes der dreizehn britischen Kolonien Amerikas, zu denen Virginia gehörte, um ihre Unabhängigkeit im Verlauf der Amerikanischen Revolution das damalige Königreich Großbritannien – hält als Werkzeuge der Versklavung in der linken Hand eine zerschlagene Kette und in der Rechten eine Peitsche. Die gefallene Krone verdeutlicht den Sturz des Monarchen und die Loslösung von der Monarchie. Über der Frauenfigur steht als Text der Name des Staates Virginia, darunter das über die aktuelle raumzeitliche Situation hinaus auf historische Erfahrung Bezug nehmende und in die Zukunft weisende lateinische Motto:
„Sic semper tyrannis!“ („So immer den Tyrannen!“, das heißt: „so ist es immer schon den Tyrannen ergangen, und so wird es ihnen auch in Zukunft ergehen!“)

## Flaggengruß
Für die Flagge Virginias besteht ein Flaggengruß (engl.: Salute to the flag). Dieser wurde von der Generalversammlung Virginias 1954 festgelegt:

“I salute the flag of Virginia,
with reverence and patriotic devotion

to the ‘Mother of States and Statesmen,’

which it represents — the ‘Old Dominion,’

where liberty and independence were born.”

„Ich grüße die Flagge Virginias,
mit Ehrfurcht und Hingabe

an die Mutter der Staaten und Staatsmänner,

die sie repräsentiert – die Alte Herrschaft,

wo Freiheit und Unabhängigkeit geboren wurden.“